# 2450 Ioannisiani
A 2450 Ioannisiani (ideiglenes jelöléssel 1978 RP) a Naprendszer kisbolygóövében található aszteroida. Nyikolaj Sztyepanovics Csernih fedezte fel 1978. szeptember 1-én.